# Torre del Grau Vell
El fortín o torre del Grau Vell es un edificio situado en el municipio de Sagunto, comarca de Campo de Morvedre (Valencia, España), catalogado como Bien de interés cultural desde el 28 de enero de 2003. Se encuentra en la Partida de la Vila, en el Barrio del Grau Vell, al sur de la siderúrgica. También es conocida como Torre y Batería del Grao de Murviedro o Grau de Morvedre.

## Descripción histórico-artística
El rey Juan II de Castilla, autorizó en 1459, el puerto de Sagunto, como único punto de embarque en la costa de Morvedre, de forma que quedaba centraliza la salida de mercancías, Lo cual supuso la necesidad de construir zonas de almacenamiento de mercancías, así como oficinas para el cobro de los impuestos y tasas pertinentes, además de unas defensas costeras y una vigilancia adecuada a las nuevas circunstancias.
Todo esto, se suma a los acuerdos llevados a cabo en 1528 en las Cortes de Monzón, para la construcción de defensas litorales y la creación de una guardia costera. Las defensas consistieron mayoritariamente en la construcción de una serie der Torre vigía fortificadas, que estaban en continuo contacto visual y a través de guardias a caballo. Con estas medidas se trataba de reducir en lo posible el impacto negativo de la presencia en el mar Mediterráneo de piratas y corsarios de diversas nacionalidades, entre ellos los turcos y berberiscos.
Más tarde, en 1575 el rey Felipe II encargó Vespasiano Gonzaga, virrey de Valencia, un estudio de defensa del litoral. Este sistema defensivo estaba regulado por unas ordenanzas que se mantuvieron durante los siglos XVI y XVII; y que hicieron que todas las torres se construyeran siguiendo las mismas pautas y directrices.
Existe documentación escrita sobre la existencia de una batería, construida al frente este de la Torre. Ésta está construida en terreno llano, en la playa, con la misión de defender la costa entre las torres Cabo Canet, hoy desaparecida, y la del Puig.
Es por todo esto que se puede afirmar que el Fortín o Torre del Grau Vell de Sagunto es, en realidad, un conjunto defensivo, que se halla compuesto de varias construcciones: torre, batería, almacenes y patio cercado. Gaspar Juan Escolano, denominaba a este fortín "la casa del Grao de Murviedro". Según Antonio Chabret y Fraga, historiador, y cronista oficial de Sagunto, los almacenes (en cuyo dintel se lee la fecha 1711) que forman parte del conjunto defensivo, fueron construidos a partir de 1607, lo cual dio lugar a una línea de casas adosadas a la torre ya existente. Por eso, se cree que existieron cuatro épocas diferentes para la construcción del conjunto defensivo:
- Anterior al siglo XVI: Momento en el que se lleva a cabo el levantamiento del Cercado o "grande corral", el cual disponía de paso de ronda y algún tipo de cobertizo adosado a sus paramentos, utilizados por el personal que allí residía para sus necesidades y servicios, así como un pozo de agua dulce.
- Durante el siglo XVI: Se construye la Torre, situada a la izquierda del cercado, en su frente este, a la cual se accede desde el interior del patio.
- Durante el siglo XVII: se levanta el almacén, anexo al paramento sur del cercado.
- Durante el siglo XVIII: se debió erigir más zona de almacenaje, dado el dintel con fecha posterior a 1607, que hemos comentado anteriormente; así como la batería,[1] fortificada de forma pentagonal construida en 1781, que tiene un escudo borbónico, bordón superior y varias gárgolas.[2]

El edificio es cuadrangular y robusto. Además posee una batería fortificada de forma pentagonal con un escudo borbónico construida en 1781. La torre tiene una altura cercana a los 10 metros, es cuadrangular, de aspecto recio y robusto. Su puerta de entrada se halla a una altura superior del suelo, orientada a la parte oeste, opuesta al mar. Los ángulos de las esquinas son de sillarejo. Posee aspilleras, matacán, ventana y su primitiva puerta de acceso a la que se accedía por una escalera móvil (hoy desaparecida).